# 1984 في إيطاليا
فيما يلي قوائم الأحداث التي وقعت خلال عام 1984 في إيطاليا.

## سياسة

### انتهاء فترة المنصب
- 11 يونيو – إنريكو برلينغوير عضو مجلس النواب في الجمهورية الإيطالية.

## أفلام
من الأفلام التي صدرت هذه السنة في إيطاليا:
- 1 يناير – حدث ذات مرة في أمريكا من إخراج سرجيو ليون.

## برامج ومسلسلات وأنمي
- شرلوك هولمز

## مواليد

### يناير
- 10 يناير – دانيال كافاليرو لاعب كرة سلة إيطالي.
- 20 يناير – فيديريكو بيلوسو لاعب كرة قدم إيطالي.

### فبراير
- 13 فبراير – نيكو بولزيتي لاعب كرة قدم إيطالي.
- 14 فبراير – إيديلفا كيارا ماشيوتا
- 17 فبراير – ياكوبو لا روكا لاعب كرة قدم إيطالي.
- 19 فبراير – إرمينيو رولو لاعب كرة قدم إيطالي.
- 21 فبراير – أندرياس سيبي لاعب كرة مضرب إيطالي.
- 26 فبراير – أليكس دي أنجليس متسابق دراجات نارية من سان مارينو.
- 27 فبراير – جوفاني بارتولوتشي لاعب كرة قدم إيطالي.

### مارس
- 8 مارس – أليساندرو بوتينزا لاعب كرة قدم إيطالي.
- 16 مارس – إليسا كامبوريس لاعبة كرة قدم إيطالية.
- 18 مارس – جورجيا موتا لاعبة كرة قدم إيطالية.
- 18 مارس – سيموني بادوين لاعب كرة قدم إيطالي.
- 19 مارس – بيانكا بالتي
- 23 مارس – فرانشيسكو لودي لاعب كرة قدم إيطالي.
- 26 مارس – ألبرتو برزي لاعب كرة مضرب إيطالي.

### أبريل
- 17 أبريل – رافاييلي بالادينو لاعب كرة قدم إيطالي.
- 19 أبريل – ماركو بياغيانتي لاعب كرة قدم إيطالي.
- 23 أبريل – ماثيو بايوكو متسابق دراجات نارية إيطالي.
- 24 أبريل – دانييلي جيورجيني لاعب كرة مضرب إيطالي.
- 29 أبريل – جوليا دومينيجيتي لاعبة كرة قدم.

### مايو
- 25 مايو – إيما مارون مغنية إيطالية.

### يونيو
- 19 يونيو – كلاوديو تيرزي لاعب كرة قدم إيطالي.
- 22 يونيو – أندريا مانتوفاني لاعب كرة قدم إيطالي.
- 24 يونيو – أندريا راجي لاعب كرة قدم إيطالي.

### يوليو
- 3 يوليو – مايكل أغاتزي لاعب كرة قدم إيطالي.
- 7 يوليو – ألبيرتو أكويلاني لاعب كرة قدم إيطالي.
- 16 يوليو – آلان مارانجوني

### أغسطس
- 2 أغسطس – جيامباولو بازيني لاعب كرة قدم إيطالي.
- 14 أغسطس – جورجيو كيلليني لاعب كرة قدم إيطالي.
- 19 أغسطس – أليساندرو ماتري لاعب كرة قدم إيطالي.
- 21 أغسطس – جيوفاني دي كاروليس ملاكم إيطالي.

### سبتمبر
- 1 سبتمبر – فيديريكو بيوفاكاري لاعب كرة قدم إيطالي.
- 17 سبتمبر – ميشيل فابريزيو متسابق دراجات نارية إيطالي.
- 29 سبتمبر – أغوستينو غاروفالو لاعب كرة قدم إيطالي.

### أكتوبر
- 8 أكتوبر – فرانشيسكو بيانيتا
- 12 أكتوبر – ماركو أوريليو فونتانا دراج إيطالي.
- 17 أكتوبر – جيوفاني مارتشيزي لاعب كرة قدم إيطالي.

### نوفمبر
- 1 نوفمبر – داميانو فيرونيتي لاعب كرة قدم إيطالي.
- 3 نوفمبر – فرانشيسكو لونارديني لاعب كرة قدم إيطالي.
- 6 نوفمبر – ستيفانو غوبيرتي لاعب كرة قدم إيطالي.
- 11 نوفمبر – أندريا كروساريول لاعب كرة سلة إيطالي.
- 14 نوفمبر – فينتشينزو نيبالي درّاج طريق إيطالي.
- 27 نوفمبر – ماسيمو روكولي متسابق دراجات نارية إيطالي.

### ديسمبر
- 1 ديسمبر – إميليانو فيفيانو لاعب كرة قدم إيطالي.
- 3 ديسمبر – أندريا لازاري لاعب كرة قدم إيطالي.
- 4 ديسمبر – فيرديناندو سفورزيني لاعب كرة قدم إيطالي.
- 7 ديسمبر – لوكا ريغوني لاعب كرة قدم إيطالي.

## وفيات

### يناير
- 15 يناير – إبراهيم بوخاردت (مواليد 1908)

### فبراير
- 20 فبراير – جوزيبي كولومبو (مواليد 1920)

### مايو
- 22 مايو – فرانشيسكو بومي (مواليد 1905) لاعب كرة قدم إيطالي.

### يونيو
- 3 يونيو – ألدو كامباتللي (مواليد 1919) لاعب كرة قدم إيطالي.
- 11 يونيو – إنريكو برلينغوير (مواليد 1922) سياسي إيطالي.

### أكتوبر
- 31 أكتوبر – لويغي فيريرو (مواليد 1904) لاعب كرة قدم.

### نوفمبر
- 3 نوفمبر – ألدو دوناتي (مواليد 1910) لاعب كرة قدم إيطالي.